# Эришум II
Эришум II — правитель города Ашшура в XIX веке до н. э.
Сын Нарам-Сина. Правил 6 лет. Свергнут Шамши-Ададом I.